# Lanier County
Lanier County är ett administrativt område i delstaten Georgia, USA, med 10 078 invånare. Den administrativa huvudorten (county seat) är Lakeland. 

## Geografi
Enligt United States Census Bureau har countyt en total area på 518 km². 484 km² av den arean är land och 34 km² är vatten.

### Angränsande countyn
- Berrien County, Georgia - nordväst
- Atkinson County, Georgia - nord
- Clinch County, Georgia - öst
- Echols County, Georgia - syd
- Lowndes County, Georgia - sydväst